# Bryn Oer Tramway
| Bryn Oer Tramway         | Bryn Oer Tramway  |
| ------------------------ | ----------------- |
| Gedenkstein              |                   |
| Nachbau eines Tramwagens |                   |
| Streckenlänge:           | 13 km             |
| Spurweite:               | 1067 mm (Kapspur) |
|                          |                   |

Der Bryn Oer Tramway bzw. die Brinore Tramroad war eine 13 km lange von Pferden gezogene Schmalspurbahn mit einer Spurweite von 3 Fuß 6 Zoll (1067 mm) in Süd-Wales, die 1815 eröffnet wurde. 

## Geschichte
Ein Parlamentsbeschluss von 1793 genehmigte den Bau des Brecknock and Abergavenny Canal sowie bis zu 8 Meilen (13 km) lange Stichbahnen. Auf dieser Rechtsgrundlage wurde die Bryn Oer Tramway 1814 gebaut und 1815 eröffnet. Es handelte sich um eine Plateway genannte Pferdebahn mit gusseisernen L-förmigen Schienen, die den Kohlebergwerken von Bryn Oer und den Kalksteinbrüchen von Trefil diente. Sie überwand von dort ein Gefälle von 330 m bis zum Kanalhafen bei Talybont-on-Usk. Über eine später errichtete Verlängerung konnte die Eisengießerei im Rhymney Valley erreicht werden.
In den 1830er Jahren begannen von Dampflokomotiven gezogene Lokalbahnen mit der Tramway zu konkurrieren, deren spröde Schienen nicht für die schweren Dampfloks geeignet waren. Um 1860 wurde der meiste Verkehr bereits über Eisenbahnen abgewickelt und die Tramway wurde deshalb 1865 stillgelegt.

## Heutiger Zustand

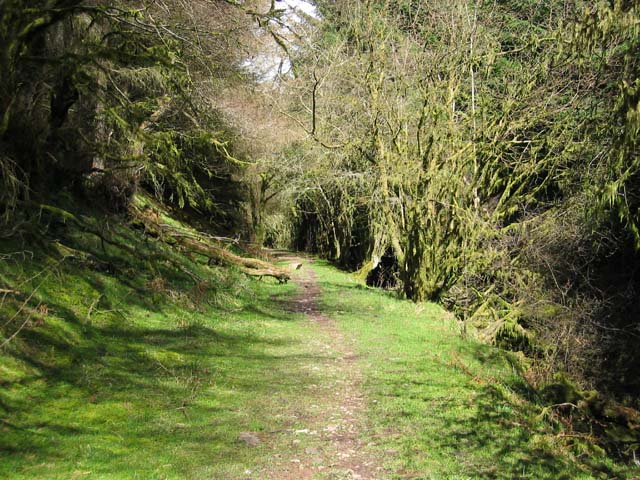
Trasse der ehemaligen Bryn Oer Tramroad

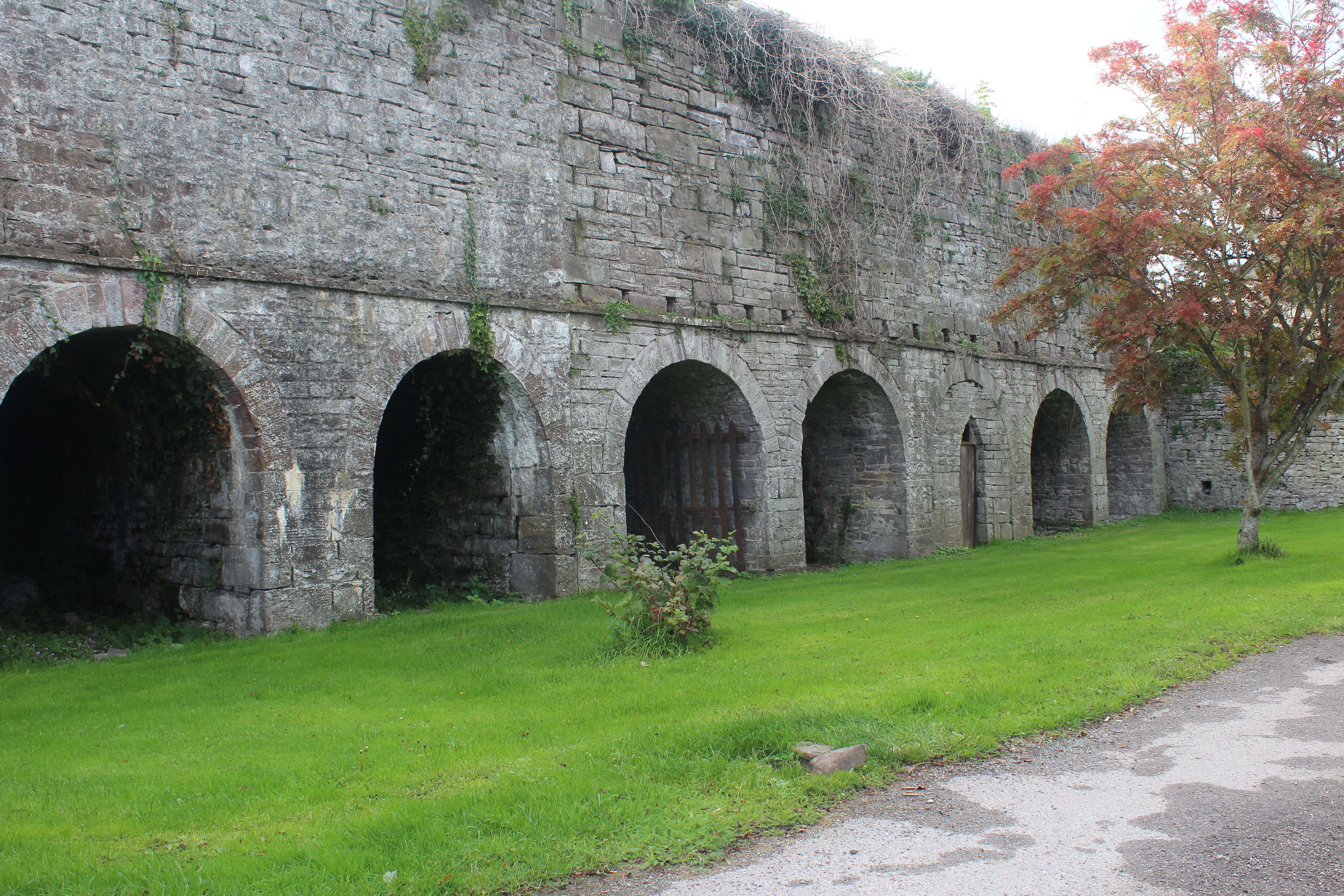
Kalksteinöfen am Ende der Linie

2006 wurde die Trasse größtenteils als öffentlicher Wanderweg sowie darüber hinaus stellenweise als öffentlicher Reit- und Mountain-Bike-Weg genutzt. An einigen Stellen liegen noch steinerne Schwellen.
Das Brinore Tramroad Conservation Forum wurde gegründet, um die historischen Überreste dieser für die walisische Industriearchäologie bedeutsamen Bahnlinie zu erhalten. In ihm kooperieren Bannau-Brycheiniog-Nationalpark Authority, Forestry Commission, Tredegar Town Council, die Gemeinderäte von Talybont und Llangynidr mit der Llangynidr Historical Society und Privatpersonen.